# Karl Brandt
Karl Brandt (8 de janeiro de 1904 – 2 de junho de 1948) foi um médico alemão e oficial da Schutzstaffel (SS). Treinado em cirurgia, Brandt se juntou ao Partido Nazista em 1932 e se tornou o médico pessoal de Adolf Hitler em agosto de 1934. Membro do círculo íntimo de Hitler em Berghof, ele foi selecionado por Philipp Bouhler, chefe de gabinete da Chancelaria, para administrar o programa Aktion T4. Brandt foi depois apontado como Comissário do Reich para Saúde e Saneamento (Bevollmächtiger für das Sanitäts und Gesundheitswesen). Após a segunda guerra mundial, ele foi acusado de crimes de guerra, incluindo experimentos em humanos. Brandt foi formalmente indiciado em 1946 e foi levado a corte no julgamento que ficou conhecido como 'processo contra os médicos'. Ele foi condenado e sentenciado a morte, sendo enforcado em 2 de junho de 1948.

## Biblografia
- Schmidt, Ulf, Karl Brandt: The Nazi Doctor: Medicine and Power in the Third Reich (London, Hambledon Continuum, 2007).